# Grbe (Nin)
Pour les articles homonymes, voir Grbe (homonymie).
Grbe est un village de la municipalité de Nin (Comitat de Zadar) en Croatie. Au recensement de 2011, la ville comptait 190 habitants.